# Epitonium tenellum
Epitonium tenellum es una especie de molusco gasterópodo de la familia Epitoniidae. 

## Distribución geográfica
Se encuentra en Australia y la Isla Norte de Nueva Zelanda.